# 뉴질랜드 성공회
아오테아로아·뉴질랜드·폴리네시아 성공회(Anglican Church in Aotearoa, New Zealand and Polynesia)는 뉴질랜드와 폴리네시아의 성공회 교단이다. 뉴질랜드에서 가장 신도 수가 많은 기독교 교단이다.
뉴질랜드 성공회의 관구장(Primate)은 윌리엄 브라운 투레이 대주교(Most Reverend William Brown Turei)이다. 신학교육기관으로는 오클랜드의 성(聖)요한 대학교(St.John College Evangelist)가 있다.

## 같이 보기
- 성공회